# Nauvoo (Illinois)
Nauvoo (pronuncia: /ˈnɔːvu/; dall'ebraico נָאווּ, ebraico moderno Navu, tiberiense Nâwû; "essere bella") è una piccola città degli Stati Uniti d'America, nella Contea di Hancock, nello Stato dell'Illinois.
Benché l'attuale popolazione sia appena di 1 100 abitanti (1 063 nel censimento del 2000), e sia difficile da raggiungere su strade secondarie in un remoto angolo dell'Illinois, Nauvoo attrae un grande numero di visitatori per la sua importanza storica e il suo significato religioso per i membri sia della Chiesa di Gesù Cristo dei santi degli ultimi giorni e della Comunità di Cristo (precedentemente nota come Chiesa Riorganizzata di Gesù Cristo dei Santi degli Ultimi Giorni (RLDS)), altri gruppi scaturiti dal movimento dei Santi degli ultimi giorni, e gruppi come gli Icariani. La città e l'area immediatamente circostante sono elencati nel National Register of Historic Places come il Nauvoo Historic District.
La città fu fondata da Joseph Smith, e da lui nominata nella lingua ebraica sefardita con ortografia anglosassone. Tuttavia, l'aspetto religioso dominante nel passato ha perso slancio e Nauvoo è una regione che produce principalmente vino, con il vigneto più antico dello stato. Il codice postale di Nauvoo è 62354.

## Geografia fisica
Nauvoo è collocata alle coordinate 40°32′40″N 91°22′49″W (40.544567, -91.380317). Situata su un'ampia ansa del fiume Mississippi, Nauvoo ha la maggior parte del distretto storico nelle terre piatte e basse (chiamate le flats) dove non ci sono più di pochi piedi sopra il livello dell'acqua. Una collina prominente sorge non appena ci si muove più a est, all'apice del quale si trova il ricostruito Tempio di Nauvoo. Cominciando con il tempio, questa terra elevata (chiamata la hill) continua piatta per molte miglia verso est.
Secondo United States Census Bureau, la città ha una superficie di 4,9 miglia quadrate (12,5 km²). 3,4 miglia quadrate (8,8 km²) della quale è terra e 1,4 miglia quadrate (3,7 km²) della quale il 29,88% è acqua.
Al 2010, erano censiti 1 149 residenti di Nauvoo. La densità abitativa era pari a 91,91 abitanti per km². La popolazione era composta per il 97,65% da bianchi, per lo 0,61% da afroamericani, per lo 0,26% da nativi americani, per lo 0,26% da isolani del Pacifico, fra le altre etnie. Esisteva inoltre una minoranza ispanica o latino-americana pari all'1,57%.

## Storia
Nauvoo sorge su una ex colonia delle tribù indiane Fox e Sac chiamate Quashquema, che furono obbligate ad abbandonare il loro territorio nel 1824, sei anni prima dell'Indian Removal Act. Nel 1825, fu istituita la contea di Hancock, che fu organizzata dal punto di vista amministrativo quattro anni dopo. Il territorio era scarsamente abitato, principalmente da contadini e fattori.
Nel 1834, due investitori, A. White e JB Teas, individuarono la localizzazione ottimale per l'abitato di nome Commerce in una delle anse del fiume Mississippi, a circa 53 miglia (100 km) a nord di Quincy. I piani di espansione commerciale, che facevano leva sulla presenza di un corso fluviale e delle cascate, si rivelarono fallimentari, poiché il luogo era una palude malarica. Non solo furono costruite pochissime nuove case, senza attrarre nuovi coloni, ma il centro incominciò a spopolarsi appena cinque anni più tardi.
Scoppiata la guerra fra i mormoni del Missouri nel 1838, numerosi membri della Chiesa di Gesù Cristo dei Santi degli Ultimi Giorni dovettero fuggire a seguito del cosiddetto ordine di sterminio dell'allora governatore Lilburn W. Boggs. Sorpreso dal duro trattamento dei vicini nel Missouri, il popolo di Quincy aprì le porte della città ai rifugiati.
Nel 1840, l'Illinois era divenuto uno stato autonomo.
Joseph Smith, il presidente della Chiesa, era stato rinchiuso nel carcere di Liberty nel Missouri. Uno dei suoi consiglieri della Prima Presidenza, Sidney Rigdon, era stato rilasciato e aveva incontrato il corpo della chiesa di Quincy. Israel Barlow, uno dei rifugiati, entrò nell'Illinois più a nord rispetto al resto del gruppo mormone e si rese conto che l'agente Isaac Galland aveva messo molti terreni in vendita nell'area di Commerce. Barlow operò da intermediario e permise ai membri della chiesa l'acquisto delle terre nella Contea di Hancock, nelle aree lungo il fiume, fino alla Contea di Lee nello Stato dell'Iowa: nel 1839, i capi della chiesa acquistarono le terre e l'area di Commerce, ancora disabitati, incominciando immediatamente la colonizzazione dei santi, che era il nome dato ai fedeli della Chiesa mormone.
Indeboliti da vari mesi di carcere, Smith e altri leader religiosi fuggirono da Liberty e incontrarono i Santi degli Ultimi Giorni nella località di Commerce, a maggio del 1839. Smith ribattezzò la città col nome ebraico di Nauvoo, che significa bella.
A dispetto del nome, il sito era inizialmente una palude incolta e deserta. La popolazione continuò a essere colpita dal colera, dalla malaria e dal tifo, finché la bonifica della palude non fu completata. La costruzione di nuovi edifici a Commerce procedette in modo celere. Alcuni elementi del piano urbanistico presentato da Joseph Smith nel 1833, noto ai fedeli come la mappa di Sion, furono usati nella progettazione delle strade e nell'assegnazione dei lotti di Nauvoo. La comunità incominciò a costruire case in legno, giardini, frutteti, orti, terreni da pascolo e per l'allevamento, ciascuno organizzato in un ordinato sistema a griglia. In generale, gli edifici erano unifamiliari, simili agli stili di costruzione del New England, con edifici commerciali e industriali che seguivano lo stesso modello.

## Sviluppo
A metà del 1840, John C. Bennett, capitano generale della milizia statale dell'Illinois, si convertì al mormonismo e divenne un amico personale e fidato di Joseph Smith. forte dell'esperienza nel governo dell'Illinois, riuscì ad aiutare Smith a stabilire le basi legali di Nauvoo. I documenti della nuova città gli conferirono una serie di importanti poteri, tra i quali l'istituzione di un tribunale municipale, un'università e una polizia locale (militare-religiosa) indipendente.

L'elettorato nazionale dell'epoca era equamente diviso fra democratici e conservatori. Entrambi i partiti volevano approfittare dei voti di Nauvoo, adoperandosi per il riconoscimento amministrativo della comunità. Bennett fu eletto primo sindaco e Smith lo chiamò a far parte della Prima Presidenza della Chiesa. Fu creata una milizia di nome Nauvoo Legion, della quale Smith e Bennett furono i primi generali.
L'immigrazione di Santi degli Ultimi Giorni continuarono e l'area, sebbene più piccola di Chicago, raggiunse le dimensioni di Quincy e Springfield. Molti dei nuovi convertiti provenivano dalle Isole britanniche, educati spiritualmente nelle missioni europee. In città furono pubblicati due giornali, uno religioso di proprietà della chiesa, il Times and Seasons e un altro secolare e indipendente, il The Wasp, a cura di William Smith, fratello di Joseph Smith. Sebbene esistesse solamente sulla carta, fu istituita un'università, della quale Bennett fu nominato rettore. Le riunioni pubbliche della chiesa di solito si svolgevano all'aperto intorno al tempio, che era ancora in costruzione.
Il 6 aprile 1841, in occasione della posa della prima pietra angolare del nuovo Tempio, lungo le vie cittadine si svolse un corteo guidato dai membri della Legione di Nauvoo, che terminò con il discorso di dedicazione da parte di Sidney Rigdon. Le basi del tempio di Nauvoo misuravano 25 metri per 39 metri e, al termine della sua costruzione, il culmine era fissato all'altezza di 30 metri.
Il santuario fu edificato in pietra sotto la direzione di Alpheus Cutler. La chiesa nominò un altro comitato per costruire un grande hotel nel centro della città in Water Street, che chiamarono Nauvoo House. John D. Lee fu incaricato della costruzione della prima cappella per le riunioni del quorum dei Settanta, vale a dire il ristretto sottogruppo di membri la cui presenza era necessariamente richiesta per la validità delle decisioni dell'organo collegiale.

Tra ottobre 1841 e marzo 1842, la costruzione fu perfezionata con la nascita di una Loggia massonica a Nauvoo, il cui primo Gran Maestro fu il vescovo George Miller. La loggia divenne sovradimensionata rispetto alla consueta numerosità, al fine di reclutare diversi dirigenti della chiesa di Nauvoo in posizioni interne di potere.

## Eventi nella Chiesa
Al tempo della creazione di Nauvoo, la chiesa era gestita dalla Prima Presidenza, formata dal Presidente della Chiesa e da due Consiglieri. Il presidente del Consiglio superiore, noto a Nauvoo come Consiglio Supremo di Nauvoo, era l'autorità amministrativa che dipendeva dalla Prima Presidenza e aveva il compito di supervisionare gli affari giudiziari e legislativi della chiesa. Tale organismo aveva al suo vertice il presidente dell'unità amministrativa locale della Chiesa (Stake President). Il disbrigo dell'ordinaria gestione delle missioni della chiesa erano affidati al Quorum dei Dodici Apostoli, noto anche come Consiglio viaggiante della chiesa, al quale si affiancava l'Alto consiglio permanente di Kirtland.
Fu a Nauvoo che Joseph Smith, Jr. presentò e ampliò il rituale di alcune cerimonie religiose, che includevano il battesimo per i morti, l'Investitura e l'ordinazione della Seconda Unzione. Inoltre, Smith creò un consiglio interno nella chiesa, nel quale erano presenti anche delle donne, chiamato Quorum unto.
Il 12 luglio 1843, Smith dichiarò di aver ricevuto una rivelazione profetica che avrebbe legittimato la controversa pratica della poligamia all'interno della comunità mormone. La dottrina di Smith si isirò ad Abramo, Mosè, Salomone e altre personalità della Bibbia, che furono legalmente sposati con molteplici donne, senza commettere il peccato di adulterio. La controversia pubblica ebbe origine perché il consigliere di Smith nella Prima Presidenza e John C. Bennett furono sorpresi a commettere adulterio, sebbene Bennett si riferisse a loro come "sposi spirituali", utilizzando l'espressione inglese Spiritual Wifery, che dal XVII secolo un gruppo di persone divinamente ispirate e destinate da Dio a incontrarsi, a prescindere dalla divergenze umane. Bennett garantì di avere l'approvazione di Joseph Smith e che quest'ultimo partecipasse a tale pratica. Le loro opinioni non erano concordi sul fatto che secondo la rivelazione di Smith il matrimonio plurimo avrebbe dovuto implicare una rito matrimoniale legalmente riconosciuto, in contrasto con le relazioni occasionali di Bennett. A metà del 1842 , Bennett fu scomunicato dalla chiesa per i suoi peccati, e, nello stesso anno, si dimise dalla carica di sindaco, successivamente assunta da Joseph Smith. alla caduta di Bennett, Brigham Young, ordinato apostolo della chiesa nel 1835, incominciò a emergere come uno dei confidenti di Smith, diventando attivo nella fondazione di Nauvoo e nella costruzione del suo tempio. Joseph Smith continuò a mantenere un comportamento discreto riguardo alla poligamia, negando pubblicamente di praticare il matrimonio plurimo, malgrado le accuse e le prove dei suoi oppositori. A ottobre del 1843, Smith diede al proprio segretario il mandato di intraprendere azioni legali contro coloro che avessero predicato, insegnato o praticato la dottrina della pluralità delle mogli, affermando di aver sempre detto che "un uomo non deve avere più di una moglie alla volta, a meno che il Signore non disponga diversamente".
Nel 1844 fu istituito un Consiglio dei Cinquanta, basato sulla teoria politica della teodemocrazia, un tentativo di conciliare gli elementi di uno Stato teocratico con quelli tradizionali di una repubblica democratica fondata sulla Costituzione degli Stati Uniti d'America. Il Consiglio avrebbe dovuto funzionare come un'organizzazione politica che avrebbe immediatamente assunto i ruoli di governo secolari, dopo la distruzione di ogni forma potere al tempo della Seconda Venuta di Cristo. Benché il Consiglio non assunse alcuna funzione politica o religiosa a livello locale, esso continuò a essere animato da incontri segreti, che fuori dalla chiesa alimentavano le voci secondo le quali Smith stesse preparando la nascita violenta di una forma di governa teocratica, della quale avrebbe dovuto essere il re in aree estese oltre i confini di Nauvoo.

### La "Guerra dei Mormoni in Illinois" e l'Esodo mormone
L'agitazione contro i religiosi Nauvoo non si arrestò alla morte di Smith. Il conflitto intensificò quella che prese il nome di Guerra mormone in Illinois. Gli oppositori mormoni di Varsavia e Cartagine, nell'Illinois, incominciarono a chiedere che i Santi degli Ultimi Giorni fossero espulsi dallo stato. Nell'ottobre del 1844 si tenne un incontro a Varsavia. Sebbene lo scopo dell'incontro fosse organizzare una "caccia alla volpe", da subito si comprese che le "volpi" sopra menzionate da cacciare erano i mormoni a Nauvoo. Quando il governatore Thomas Ford venne a conoscenza dei piani, inviò una milizia per disperdere le congregazioni e mantenere la pace nella regione.
Bande di vigilanti continuarono a vagare per la contea, costringendo i Santi degli Ultimi Giorni delle regioni limitrofe a lasciare le loro case per confluire a Nauvoo in cerca di protezione.
Quando il potere legislativo si riunì a dicembre del 1844, già disponeva di un vasto consenso di base per cancellare lo status giuridico di Nauvoo. Il governatore Ford ammise pubblicamente che i mormoni avevano abusato dei loro privilegi, e, malgrado le sue proposte di modifica, il 29 gennaio 1845, la richiesta di revoca totale fu approvata con i voti favorevoli di 25-14 al Senato e 75-31 tra i colegislatori della Camera dei Rappresentanti.
A seguito della sua disincorporazione legale, il governo di Nauvoo e le istituzioni civili si trovarono prive di fondamento giuridico e la struttura amministrativa della chiesa divenne quella che operava come governo di fatto o vacante. Nauvoo fu soprannominata City of Joseph dai suoi abitanti. Dopo la crisi nella successione, Brigham Young fu votato dalla maggioranza dei fedeli e mantenne il controllo temporaneo di Nauvoo. Per garantire la sicurezza urbana, furono coinvolti giovani e bambini (nelle cosiddette whittling and whistling brigade) con il compito di segnalare con un fischio l'avvicinarsi in città di qualche forestiero sospetto.
Nel 1845, gli abitanti di Nauvoo furono più di 12 000, rivaleggiando con Chicago, che all'epoca contava 15 000 persone. Alla fine di quell'anno, era chiaro che non era possibile dialogare nel perseguimento della pace tra il SUD e i vicini avversari. I dirigenti della Chiesa negoziarono una tregua di alcuni mesi. L'inverno del 1845-1846 servì a preparare l'esodo dei pionieri mormoni, che all'inizio del 1846 avevano già lasciato Nauvoo. Il tempio fu distrutto da un incendio doloso nel 1848.
Il 1º aprile 2004, la Camera dei rappresentanti dello Stato dell'Illinois approvò all'unanimità una risoluzione che recriminava l'espulsione forzata dei mormoni da Nauvoo nel 1846.